# Список астероїдів (32901—33000)
| Назва                              | Тимчасове позначення | Дата відкриття    | Місце відкриття                    | Відкривач                          |
| ---------------------------------- | -------------------- | ----------------- | ---------------------------------- | ---------------------------------- |
| (32901) 1994 PB9                   | 1994 PB9             | 10 серпня 1994    | Обсерваторія Ла-Сілья              | Ерік Вальтер Ельст                 |
| (32902) 1994 PC10                  | 1994 PC10            | 10 серпня 1994    | Обсерваторія Ла-Сілья              | Ерік Вальтер Ельст                 |
| (32903) 1994 PN17                  | 1994 PN17            | 10 серпня 1994    | Обсерваторія Ла-Сілья              | Ерік Вальтер Ельст                 |
| (32904) 1994 PU24                  | 1994 PU24            | 12 серпня 1994    | Обсерваторія Ла-Сілья              | Ерік Вальтер Ельст                 |
| (32905) 1994 PX32                  | 1994 PX32            | 12 серпня 1994    | Обсерваторія Ла-Сілья              | Ерік Вальтер Ельст                 |
| (32906) 1994 RH                    | 1994 RH              | 2 вересня 1994    | Паломарська обсерваторія           | Е. Гелін, Кеннет Лоренс            |
| (32907) 1994 RL2                   | 1994 RL2             | 1 вересня 1994    | Обсерваторія Кітт-Пік              | Spacewatch                         |
| (32908) 1994 SE2                   | 1994 SE2             | 27 вересня 1994   | Обсерваторія Кітт-Пік              | Spacewatch                         |
| (32909) 1994 TS                    | 1994 TS              | 2 жовтня 1994     | Обсерваторія Кітамі                | Кін Ендате, Кадзуро Ватанабе       |
| (32910) 1994 TE15                  | 1994 TE15            | 13 жовтня 1994    | Обсерваторія Кійосато              | Сатору Отомо                       |
| (32911) 1994 VX                    | 1994 VX              | 4 листопада 1994  | Коллеверде ді Ґвідонія             | Вінченцо Касуллі                   |
| (32912) 1994 WS2                   | 1994 WS2             | 30 листопада 1994 | Обсерваторія Оїдзумі               | Такао Кобаяші                      |
| (32913) 1994 YV3                   | 1994 YV3             | 31 грудня 1994    | Обсерваторія Кітт-Пік              | Spacewatch                         |
| (32914) 1995 AG1                   | 1995 AG1             | 6 січня 1995      | Нюкаса                             | Масанорі Хірасава, Шохеї Судзукі   |
| (32915) 1995 BD2                   | 1995 BD2             | 30 січня 1995     | Обсерваторія Оїдзумі               | Такао Кобаяші                      |
| (32916) 1995 CL                    | 1995 CL              | 1 лютого 1995     | Обсерваторія Оїдзумі               | Такао Кобаяші                      |
| (32917) 1995 CM                    | 1995 CM              | 1 лютого 1995     | Обсерваторія Оїдзумі               | Такао Кобаяші                      |
| (32918) 1995 CZ                    | 1995 CZ              | 3 лютого 1995     | Обсерваторія Оїдзумі               | Такао Кобаяші                      |
| (32919) 1995 CJ1                   | 1995 CJ1             | 3 лютого 1995     | Обсерваторія Кітамі                | Кін Ендате, Кадзуро Ватанабе       |
| (32920) 1995 CH2                   | 1995 CH2             | 1 лютого 1995     | Обсерваторія Кітт-Пік              | Spacewatch                         |
| (32921) 1995 EV                    | 1995 EV              | 9 березня 1995    | Обсерваторія Санта-Лючія Стронконе | Обсерваторія Санта-Лючія Стронконе |
| (32922) 1995 EM2                   | 1995 EM2             | 1 березня 1995    | Обсерваторія Кітт-Пік              | Spacewatch                         |
| (32923) 1995 GF3                   | 1995 GF3             | 2 квітня 1995     | Обсерваторія Кітт-Пік              | Spacewatch                         |
| (32924) 1995 GF6                   | 1995 GF6             | 6 квітня 1995     | Обсерваторія Кітт-Пік              | Spacewatch                         |
| (32925) 1995 KF                    | 1995 KF              | 24 травня 1995    | Огляд Каталіна                     | Карл Гердженротер                  |
| (32926) 1995 ME1                   | 1995 ME1             | 22 червня 1995    | Обсерваторія Кітт-Пік              | Spacewatch                         |
| (32927) 1995 OY3                   | 1995 OY3             | 22 липня 1995     | Обсерваторія Кітт-Пік              | Spacewatch                         |
| (32928) 1995 QZ                    | 1995 QZ              | 20 серпня 1995    | Станція Сінлун                     | SCAP                               |
| (32929) 1995 QY9                   | 1995 QY9             | 31 серпня 1995    | Обсерваторія Мауна-Кеа             | Джуїтт Девід, Джун Чен             |
| (32930) 1995 SC4                   | 1995 SC4             | 24 вересня 1995   | Чорч Стреттон                      | Стівен Лорі                        |
| 32931 Ferioli                      | 1995 SY4             | 26 вересня 1995   | Сормано                            | Пієро Сіколі, П. Ґецці             |
| (32932) 1995 SX15                  | 1995 SX15            | 18 вересня 1995   | Обсерваторія Кітт-Пік              | Spacewatch                         |
| (32933) 1995 SF21                  | 1995 SF21            | 19 вересня 1995   | Обсерваторія Кітт-Пік              | Spacewatch                         |
| (32934) 1995 SP25                  | 1995 SP25            | 19 вересня 1995   | Обсерваторія Кітт-Пік              | Spacewatch                         |
| (32935) 1995 SV43                  | 1995 SV43            | 25 вересня 1995   | Обсерваторія Кітт-Пік              | Spacewatch                         |
| (32936) 1995 SA44                  | 1995 SA44            | 25 вересня 1995   | Обсерваторія Кітт-Пік              | Spacewatch                         |
| (32937) 1995 TT                    | 1995 TT              | 13 жовтня 1995    | Обсерваторія Оїдзумі               | Такао Кобаяші                      |
| 32938 Іванопачі (Ivanopaci)        | 1995 TP2             | 15 жовтня 1995    | Обсерваторія Пістоїєзе             | Лучано Тезі, Андреа Боаттіні       |
| (32939) 1995 UN2                   | 1995 UN2             | 24 жовтня 1995    | Обсерваторія Клеть                 | Обсерваторія Клеть                 |
| (32940) 1995 UW4                   | 1995 UW4             | 26 жовтня 1995    | Обсерваторія Оїдзумі               | Такао Кобаяші                      |
| (32941) 1995 UY4                   | 1995 UY4             | 24 жовтня 1995    | Сормано                            | А. Теста, Дж. Вентре               |
| (32942) 1995 UD7                   | 1995 UD7             | 27 жовтня 1995    | Обсерваторія Кушіро                | Сейджі Уеда, Хіроші Канеда         |
| 32943 Сендірайан (Sandyryan)       | 1995 VK2             | 13 листопада 1995 | Обсерваторія Галеакала             | AMOS                               |
| 32944 Ґуссаллі (Gussalli)          | 1995 WC3             | 19 листопада 1995 | Сормано                            | Пієро Сіколі, Франческо Манка      |
| (32945) 1995 WR5                   | 1995 WR5             | 24 листопада 1995 | Коллеверде ді Ґвідонія             | Вінченцо Касуллі                   |
| (32946) 1995 WZ17                  | 1995 WZ17            | 17 листопада 1995 | Обсерваторія Кітт-Пік              | Spacewatch                         |
| (32947) 1995 YH2                   | 1995 YH2             | 23 грудня 1995    | Обсерваторія Садбері               | Денніс ді Сікко                    |
| (32948) 1995 YA6                   | 1995 YA6             | 16 грудня 1995    | Обсерваторія Кітт-Пік              | Spacewatch                         |
| (32949) 1996 AR3                   | 1996 AR3             | 14 січня 1996     | Обсерваторія Галеакала             | AMOS                               |
| (32950) 1996 CA1                   | 1996 CA1             | 10 лютого 1996    | Станція Сінлун                     | SCAP                               |
| (32951) 1996 FA2                   | 1996 FA2             | 20 березня 1996   | Обсерваторія Галеакала             | NEAT                               |
| (32952) 1996 FA16                  | 1996 FA16            | 22 березня 1996   | Обсерваторія Ла-Сілья              | Ерік Вальтер Ельст                 |
| (32953) 1996 GF19                  | 1996 GF19            | 15 квітня 1996    | Обсерваторія Ла-Сілья              | Ерік Вальтер Ельст                 |
| (32954) 1996 GP20                  | 1996 GP20            | 15 квітня 1996    | Обсерваторія Ла-Сілья              | Ерік Вальтер Ельст                 |
| (32955) 1996 HC2                   | 1996 HC2             | 24 квітня 1996    | Моріяма (Сіґа)                     | Ясукадзу Ікарі                     |
| (32956) 1996 HR18                  | 1996 HR18            | 18 квітня 1996    | Обсерваторія Ла-Сілья              | Ерік Вальтер Ельст                 |
| (32957) 1996 HX20                  | 1996 HX20            | 18 квітня 1996    | Обсерваторія Ла-Сілья              | Ерік Вальтер Ельст                 |
| (32958) 1996 HU24                  | 1996 HU24            | 20 квітня 1996    | Обсерваторія Ла-Сілья              | Ерік Вальтер Ельст                 |
| (32959) 1996 HB25                  | 1996 HB25            | 20 квітня 1996    | Обсерваторія Ла-Сілья              | Ерік Вальтер Ельст                 |
| (32960) 1996 NO4                   | 1996 NO4             | 14 липня 1996     | Обсерваторія Ла-Сілья              | Ерік Вальтер Ельст                 |
| (32961) 1996 PS                    | 1996 PS              | 9 серпня 1996     | Обсерваторія Галеакала             | NEAT                               |
| (32962) 1996 PH1                   | 1996 PH1             | 11 серпня 1996    | Обсерваторія Ренд                  | Джордж Віском                      |
| (32963) 1996 PJ1                   | 1996 PJ1             | 11 серпня 1996    | Обсерваторія Ренд                  | Джордж Віском                      |
| (32964) 1996 PS3                   | 1996 PS3             | 9 серпня 1996     | Обсерваторія Галеакала             | NEAT                               |
| (32965) 1996 PX4                   | 1996 PX4             | 15 серпня 1996    | Обсерваторія Галеакала             | NEAT                               |
| (32966) 1996 PE5                   | 1996 PE5             | 15 серпня 1996    | Обсерваторія Ренд                  | Джордж Віском                      |
| (32967) 1996 PG7                   | 1996 PG7             | 8 серпня 1996     | Обсерваторія Ла-Сілья              | Ерік Вальтер Ельст                 |
| (32968) 1996 PK8                   | 1996 PK8             | 8 серпня 1996     | Обсерваторія Ла-Сілья              | Ерік Вальтер Ельст                 |
| 32969 Motohikosato                 | 1996 PP9             | 6 серпня 1996     | Обсерваторія Наніо                 | Томімару Окуні                     |
| (32970) 1996 QX                    | 1996 QX              | 19 серпня 1996    | Обсерваторія Клеть                 | Обсерваторія Клеть                 |
| (32971) 1996 RQ10                  | 1996 RQ10            | 8 вересня 1996    | Обсерваторія Кітт-Пік              | Spacewatch                         |
| (32972) 1996 SB2                   | 1996 SB2             | 17 вересня 1996   | Обсерваторія Кітт-Пік              | Spacewatch                         |
| (32973) 1996 TN11                  | 1996 TN11            | 11 жовтня 1996    | Обсерваторія Кітамі                | Кін Ендате                         |
| (32974) 1996 TX16                  | 1996 TX16            | 4 жовтня 1996     | Обсерваторія Кітт-Пік              | Spacewatch                         |
| (32975) 1996 TR23                  | 1996 TR23            | 6 жовтня 1996     | Обсерваторія Кітт-Пік              | Spacewatch                         |
| (32976) 1996 VK                    | 1996 VK              | 3 листопада 1996  | Обсерваторія Ніхондайра            | Такеші Урата                       |
| (32977) 1996 VR4                   | 1996 VR4             | 13 листопада 1996 | Обсерваторія Оїдзумі               | Такао Кобаяші                      |
| (32978) 1996 VG7                   | 1996 VG7             | 9 листопада 1996  | Станція Сінлун                     | SCAP                               |
| (32979) 1996 VH7                   | 1996 VH7             | 9 листопада 1996  | Станція Сінлун                     | SCAP                               |
| (32980) 1996 VH25                  | 1996 VH25            | 10 листопада 1996 | Обсерваторія Кітт-Пік              | Spacewatch                         |
| (32981) 1996 VO27                  | 1996 VO27            | 11 листопада 1996 | Обсерваторія Кітт-Пік              | Spacewatch                         |
| (32982) 1996 VD38                  | 1996 VD38            | 2 листопада 1996  | Станція Сінлун                     | SCAP                               |
| (32983) 1996 WU2                   | 1996 WU2             | 27 листопада 1996 | Станція Сінлун                     | SCAP                               |
| (32984) 1996 XX                    | 1996 XX              | 1 грудня 1996     | Обсерваторія Тітібу                | Наото Сато                         |
| (32985) 1996 XN3                   | 1996 XN3             | 1 грудня 1996     | Обсерваторія Кітт-Пік              | Spacewatch                         |
| (32986) 1996 XQ6                   | 1996 XQ6             | 1 грудня 1996     | Обсерваторія Кітт-Пік              | Spacewatch                         |
| (32987) 1996 XB9                   | 1996 XB9             | 4 грудня 1996     | Коллеверде ді Ґвідонія             | Вінченцо Касуллі                   |
| (32988) 1996 XK19                  | 1996 XK19            | 8 грудня 1996     | Обсерваторія Оїдзумі               | Такао Кобаяші                      |
| (32989) 1996 XA24                  | 1996 XA24            | 5 грудня 1996     | Обсерваторія Кітт-Пік              | Spacewatch                         |
| 32990 Sayo-hime                    | 1996 YD3             | 30 грудня 1996    | Обсерваторія Тітібу                | Наото Сато                         |
| (32991) 1997 AC3                   | 1997 AC3             | 4 січня 1997      | Обсерваторія Оїдзумі               | Такао Кобаяші                      |
| (32992) 1997 AN3                   | 1997 AN3             | 3 січня 1997      | Обсерваторія Кітт-Пік              | Spacewatch                         |
| (32993) 1997 AX6                   | 1997 AX6             | 9 січня 1997      | Обсерваторія Оїдзумі               | Такао Кобаяші                      |
| (32994) 1997 AT21                  | 1997 AT21            | 11 січня 1997     | Станція Сінлун                     | SCAP                               |
| (32995) 1997 BS1                   | 1997 BS1             | 29 січня 1997     | Обсерваторія Оїдзумі               | Такао Кобаяші                      |
| (32996) 1997 CV                    | 1997 CV              | 1 лютого 1997     | Обсерваторія Оїдзумі               | Такао Кобаяші                      |
| (32997) 1997 CG3                   | 1997 CG3             | 3 лютого 1997     | Обсерваторія Галеакала             | NEAT                               |
| (32998) 1997 CK5                   | 1997 CK5             | 1 лютого 1997     | Обсерваторія Тітібу                | Наото Сато                         |
| (32999) 1997 CY27                  | 1997 CY27            | 6 лютого 1997     | Станція Сінлун                     | SCAP                               |
| 33000 Ченьцзяньшен (Chenjiansheng) | 1997 CJ28            | 11 лютого 1997    | Станція Сінлун                     | SCAP                               |

| ← Астероїди 30001—40000 → |             |             |             |             |             |             |             |             |             |
| 30001—30100               | 31001—31100 | 32001—32100 | 33001—33100 | 34001—34100 | 35001—35100 | 36001—36100 | 37001—37100 | 38001—38100 | 39001—39100 |
| 30101—30200               | 31101—31200 | 32101—32200 | 33101—33200 | 34101—34200 | 35101—35200 | 36101—36200 | 37101—37200 | 38101—38200 | 39101—39200 |
| 30201—30300               | 31201—31300 | 32201—32300 | 33201—33300 | 34201—34300 | 35201—35300 | 36201—36300 | 37201—37300 | 38201—38300 | 39201—39300 |
| 30301—30400               | 31301—31400 | 32301—32400 | 33301—33400 | 34301—34400 | 35301—35400 | 36301—36400 | 37301—37400 | 38301—38400 | 39301—39400 |
| 30401—30500               | 31401—31500 | 32401—32500 | 33401—33500 | 34401—34500 | 35401—35500 | 36401—36500 | 37401—37500 | 38401—38500 | 39401—39500 |
| 30501—30600               | 31501—31600 | 32501—32600 | 33501—33600 | 34501—34600 | 35501—35600 | 36501—36600 | 37501—37600 | 38501—38600 | 39501—39600 |
| 30601—30700               | 31601—31700 | 32601—32700 | 33601—33700 | 34601—34700 | 35601—35700 | 36601—36700 | 37601—37700 | 38601—38700 | 39601—39700 |
| 30701—30800               | 31701—31800 | 32701—32800 | 33701—33800 | 34701—34800 | 35701—35800 | 36701—36800 | 37701—37800 | 38701—38800 | 39701—39800 |
| 30801—30900               | 31801—31900 | 32801—32900 | 33801—33900 | 34801—34900 | 35801—35900 | 36801—36900 | 37801—37900 | 38801—38900 | 39801—39900 |
| 30901—31000               | 31901—32000 | 32901—33000 | 33901—34000 | 34901—35000 | 35901—36000 | 36901—37000 | 37901—38000 | 38901—39000 | 39901—40000 |